# Annina Braunmiller-Jest

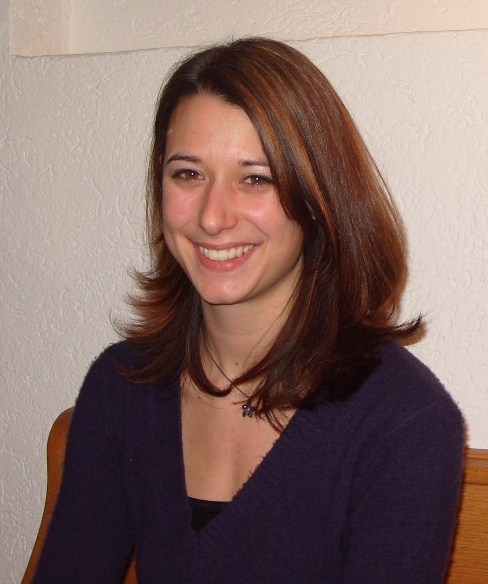
Annina Braunmiller (2010)

Annina Braunmiller-Jest (* 26. April 1985 in Augsburg; geb. Braunmiller) ist eine ehemalige deutsche Schauspielerin, Synchronsprecherin sowie Sprecherin von Hörspielen & Hörbüchern. Bekannt ist ihre Stimme vor allem durch die Synchronisation der US-amerikanischen Schauspielerin Kristen Stewart, aber auch durch die Synchronsprechrolle der Peaches in Ice Age 4 – Voll verschoben.

## Wirken

### Ausbildung
Annina Braunmiller-Jest wuchs im wenige Kilometer westlich von Augsburg gelegenen Neusäß auf. Ab dem sechsten Lebensjahr erhielt sie Unterricht in Ballett und Leistungsturnen. Nach dem Besuch des A. B. von Stettenschen Instituts in Augsburg absolvierte sie in der internationalen Klasse der Stage School Hamburg von 2003 bis 2006 eine Ausbildung zur staatlich anerkannten Bühnendarstellerin für Gesang, Tanz und Schauspiel.

### Schauspielerin
- 2008: Der Fluss[1]

### Synchronsprecherin
Parallel zu ihrem Wirken am Ensembletheater München und Auftritten beim ZDF-Showballett konzentrierte sich Braunmiller bis 2017 vor allem auf die Filmsynchronisation.

## Synchronrollen (Auswahl)
Kristen Stewart
- 2008: Twilight – Biss zum Morgengrauen … als Isabella Marie ‘Bella’ Swan
- 2009: Adventureland … als Em Lewin
- 2009: New Moon – Biss zur Mittagsstunde … als Isabella Marie ‘Bella’ Swan
- 2010: The Cake Eaters … als Georgia Kaminski
- 2010: Eclipse – Biss zum Abendrot … als Isabella Marie ‘Bella’ Swan
- 2010: The Runaways … als Joan Jett
- 2010: Willkommen bei den Rileys … als Mallory
- 2011: Breaking Dawn – Biss zum Ende der Nacht, Teil 1 … als Isabella Marie ‘Bella’ Swan
- 2012: Breaking Dawn – Biss zum Ende der Nacht, Teil 2 … als Isabella Marie ‘Bella’ Cullen
- 2012: On the Road – Unterwegs … als Marylou/LuAnne Henderson
- 2012: Snow White and the Huntsman … als Snow White
- 2014: Camp X-Ray – Eine verbotene Liebe … als Amy Cole
- 2014: Still Alice – Mein Leben ohne Gestern … als Lydia Howland
- 2014: Die Wolken von Sils Maria … als Valentine
- 2015: American Ultra … als Phoebe Larson
- 2015: Equals – Euch gehört die Zukunft … als Nia
- 2016: Café Society … als Vonnie
- 2016: Die irre Heldentour des Billy Lynn … als Kathryn
- 2016: Personal Shopper … als Maureen

Demi Lovato
- 2007–2009: Endlich Pause! … als Charlotte Adams
- 2008: Studio DC – Beinah Live! … als Demi Lovato
- 2008: Camp Rock … als Mitchie Torres
- 2009–2011: Sonny Munroe … als Sonny Munroe
- 2009: Prinzessinnen Schutzprogramm … als Rosalinda / Rosie
- 2010: Camp Rock 2: The Final Jam … als Mitchie Torres

Elizabeth Gillies
- 2010–2013: Victorious als Jade West
- 2011: iCarly: Party mit Victorious als Jade West
- 2013: White Collar als Chloe (Folge 3x12)
- 2014: Animal als Mandy

Christine Tizzard
- 2011: Jesse Stone: Verlorene Unschuld als Amanda
- 2012: Jesse Stone: Im Zweifel für den Angeklagten als Amanda
- 2015: Jesse Stone: Lost in Paradise als Amanda

Alice Eve
- 2012: ATM – Tödliche Falle als Emily
- 2013: Star Trek Into Darkness als Carol Marcus
- 2014: Nachts im Museum: Das geheimnisvolle Grabmal als Alice Eve

Deepika Padukone
- 2013: Ram-Leela als Leela
- 2013: Chennai Express als Meena
- 2013: Lass dein Glück nicht ziehen als Naina Talwar

Scarlett Byrne
- 2009: Harry Potter und der Halbblutprinz als Pansy Parkinson
- 2011: Harry Potter und die Heiligtümer des Todes – Teil 2 als Pansy Parkinson

Odette Annable
- 2009: The Unborn als Casey Beldon
- 2011–2012: Breaking In als Melanie Garcia

Lindsey Shaw
- 2009–2010: 10 Dinge, die ich an dir hasse als Kat Stratford
- 2012: Body of Proof als Sophia Polley (Folge 2x20)

Kacey Clarke
- 2010: Resident Evil: Afterlife als Crystal
- 2010: Lake Placid 3 als Ellie

Kelly Thiebaud
- 2011: Hostel 3 als Amy
- 2013: Grace Unplugged als Renae Taylor

Kaitlyn Leeb
- 2012: Total Recall als Drei-Brüstige-Frau
- 2013: Grave Halloween als Maiko

### Filme
- 2009: Cécile Cassel in Ex als Monique
- 2009: Danneel Ackles in Fired Up! - Das Cheerleader-Camp als Bianca
- 2010: Rileah Vanderbilt in Frozen – Eiskalter Abgrund als Shannon
- 2011: Rooney Mara in Das Mädchen von Tanner Hall als Fernanda
- 2011: Romina D’Ugo in Tage der Unschuld als Janice
- 2011: Naomi Scott in Lemonade Mouth – Die Geschichte einer Band als Mohini „Mo“ Banjeree
- 2012: Priscilla Adade in Der Nächste, bitte! als Bodenstewardess
- 2012: Christa B. Allen in Youth in Revolt als Karen
- 2012: Jinhee Joung in Pitch Perfect als Kimmy Jin
- 2013: Adelaide Clemens in Der große Gatsby als Catherine
- 2014: Dakota Johnson in Need for Speed als Anita
- 2015: Paget Brewster in Justice League: Götter und Monster als Lois Lane

### Serien
- 2008–2013: Tomo Sakurai in Pokémon als Cynthia
- 2008–2013: Jessica Stroup in 90210 als Erin Silver
- 2008–2010: Bridget Regan in Legend of the Seeker – Das Schwert der Wahrheit als Kahlan Amnell
- 2010: Carly Schroeder in Law & Order: Special Victims Unit als Kim Garnet (Folge 10x20)
- 2011: Candice King in Drop Dead Diva als Jessica Orlando (Folge 2x06)
- 2011: Melissa Farman in Law & Order: Special Victims Unit als Chantel Shepard (Folge 11x02)
- 2011: Sprague Grayden in Drop Dead Diva als Faye Newland (Folge 2x07)
- 2011: Camille Guaty in Drop Dead Diva als Wendy Simon (Folge 2x11)
- 2011–2012: Roxanne McKee in Game of Thrones als Doreah (11 Folgen)
- 2012: Bridget Regan in Person of Interest als Wendy McNally (Folge 1x10)
- 2012: Susie Abromeit in CSI: Miami als Kayla Bledsoe (Folge 10x09)
- 2012: Gwynneth Bensen in Law & Order: Special Victims Unit als Carla Vincent (Folge 12x09)
- 2012: Hayley Marie Norman in Common Law als Kyla (Folge 1x06)
- 2012: Nicole Steinwedell in White Collar als Jessica Breslin (Folge 2x07)
- 2012: Hillary Tuck in The Mentalist als Kelly (Folge 4x21)
- 2013: Sapphire Lichelle in Grimm als Donna Reynolds (Folge 2x10)
- 2013: Katy Perry in Raising Hope als Rikki Hargrove (Folge 2x16)
- 2013: Aviva Baumann in Burn Notice als Eve (Folge 5x04)
- 2013: Erin Chambers in Navy CIS: L.A. als Jenna Parish (Folge 4x14)
- 2013: Reyna de Courcy in Bored to Death als Rachel Klein (Folge 1x01)
- 2013: Jasmine Di Angelo in New Girl als Brorie (Folge 2x04)
- 2013: Jayme Lynn Evans in Body of Proof als Chelsea Banks (Folge 3x03)
- 2013: Kimrie Lewis–Davis in Go On als Terrells Freundin (Folge 1x01)
- 2013: Lilli Passero in Go On als Reina (Folge 1x02)
- 2013: Kristin Slaysman in Masters of Sex als Bernadette (Folge 1x02)
- 2014: Agatha Nowicki in Law & Order: Special Victims Unit als Kayla ‘Sissy’ Greyland (Folge 15x02)
- 2014: Lauriane Gilliéron in Psych als Elin (Folge 7x08)
- 2014: McKayla Maroney in Bones – Die Knochenjägerin als Ellie (Folge 9x11)
- 2014: Colby Minifie in Law & Order: Special Victims Unit als Lindsay Bennett (Folge 14x20)
- 2014: Melissa Roxburgh in Supernatural als Violet Durant (Folge 9x20)
- 2014: Lindsay Sloane in Psych als Melinda (Folge 6x12)
- 2014: Yvonne Zima in Law & Order: Special Victims Unit als Jessie Sturgis (Folge 14x11)
- 2014–2015: Penelope Mitchell in Vampire Diaries als Liv Parker (25 Folgen)
- 2014: Cristin Milioti in How I Met Your Mother als Tracy Mc Connell (13 Folgen)
- 2015: Jenn Proske in Rizzoli & Isles als Lily Green (Folge 5x02)
- 2015: Abbie Cobb in Criminal Minds als Claire Dunbar (Folge 10x06)

## Hörbücher (Auswahl)
Im Jahr 2010 las Braunmiller-Jest die ungekürzten Fassungen von Bis(s) zum Morgengrauen und Bis(s) zur Mittagsstunde von Stephenie Meyer als Hörbuch ein (Hörbuch Hamburg). Gemeinsam mit Max Felder folgten die Hörbücher zu Bis(s) zum Abendrot und Bis(s) zum Ende der Nacht. Die beiden vertonten zudem zusammen den Auftaktband der Romantrilogie Nach dem Sommer und Ruht das Licht von Maggie Stiefvater (Der Audio Verlag). Im Jahr 2011 las sie außerdem den ersten Teil von Corrine Jacksons Bestsellerreihe Touched ein. 2011 interpretierte sie die Jugendromane Der Junge aus dem Meer von Aimee Friedman und Delirium von Lauren Oliver. Zudem spricht sie Zeitenzauber von Eva Völler. 2014 sprach sie Love Letters to the Dead von Ava Dellaira.
2018 erschien das von Jest gelesene Hörbuch Was bleibt, sind wir (Autorin: Jill Santopolo) als ungekürzter Download bei Random House Audio.

## Hörspiele (Auswahl)
- 2015: Lady Bedfort Folge 82: Lady Bedfort und die Leiche im ewigen Eis. Hörplanet
- 2016: Markus Topf, Dominik Ahrens: Die neuen Abenteuer des Phileas Fogg, Folge 5: Das Geheimnis der Eissphinx, Verlag: Highscore Music
- Markus Topf, Dominik Ahrens Die neuen Abenteuer des Phileas Fogg, Folge 35: Roburs Rache. Erscheinungsjahr: 2022 – Verlag: Highscore Music

## Auftritte
Im Rahmen öffentlicher Lesungen tritt Annina Braunmiller-Jest zunehmend vor Publikum auf.

## Privates
Annina Braunmiller-Jest ist seit 2015 mit einem Amerikaner verheiratet. Mittlerweile wohnt sie mit ihrem Ehemann und den gemeinsamen Kindern in den USA.

## Auszeichnungen
- 2010: Die Silhouette in der Kategorie „Neuentdeckung des Jahres“